# Leen Pfrommer
Leendert Christiaan (Leen) Pfrommer (Harderwijk, 31 augustus 1935 – Utrecht, 10 mei 2023) was een Nederlandse schaatscoach en sportcommentator.

## Biografie

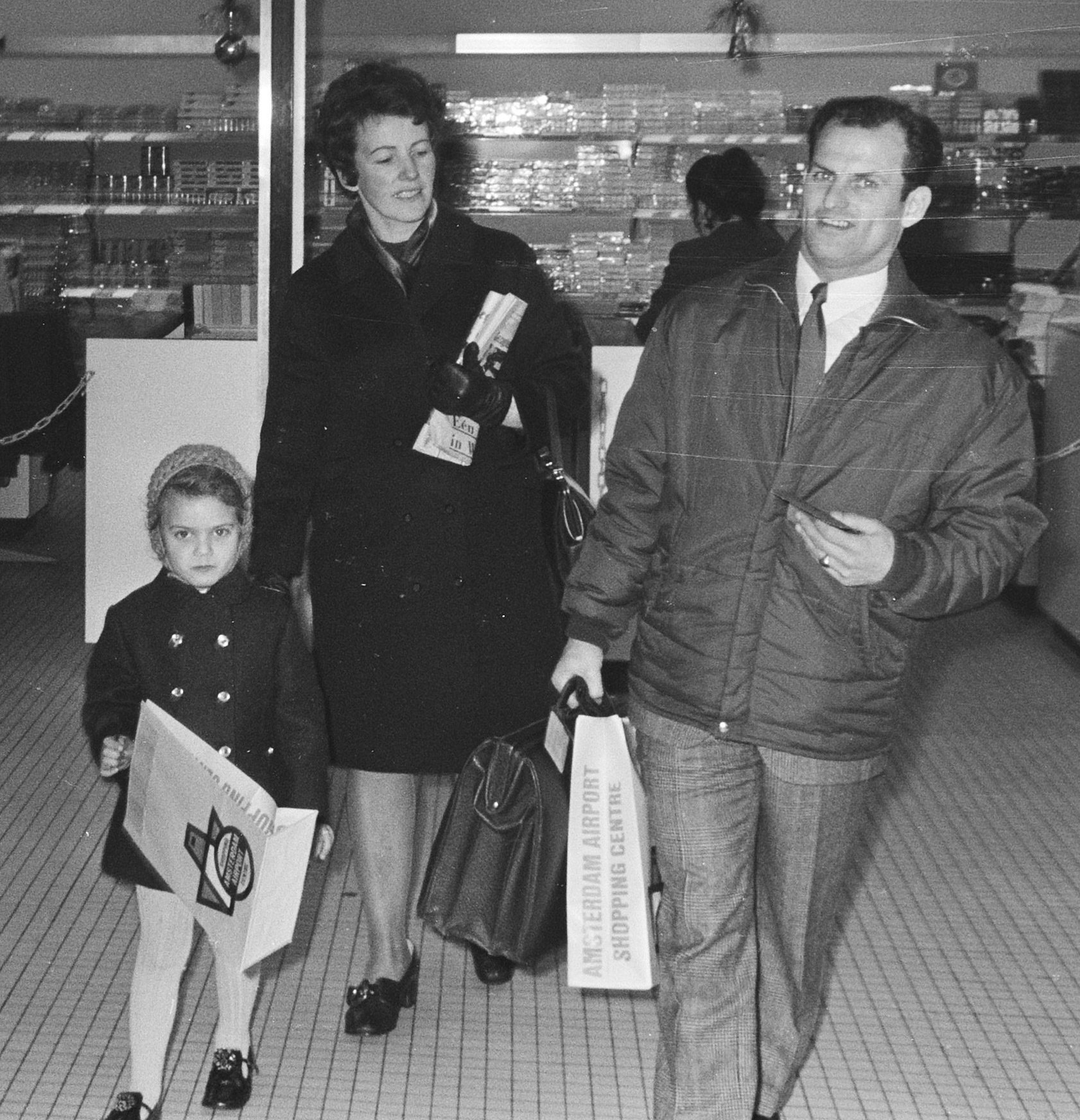
Het gezin Pfrommer op Schiphol (1970)

Hij had een bescheiden carrière als langebaanschaatser, maar werd wel in 1960 kampioen van Gelderland. Hij stopte vanwege zijn studie. 
Pfrommer is een van de bekendste Nederlandse schaatstrainers. Hij werd in 1965 trainer van het gewest Groningen/Drenthe. Daar waren onder anderen Piet Kleine en Jan Bols zijn pupillen. Die laatste was wielrenner en hield 's winters op natuurijs zijn conditie op peil. Pfrommer vernam dit en haalde Bols over schaatser te worden. Pfrommer was zijn tijd vooruit en wist al veel van trainingsprogramma's. Bols besloot toen veel aan gymnastiekoefeningen te doen en kreeg tips voor de zomermaanden. In 1967 kwam Bols in de nationale kernploeg, werd derde bij het NK en mocht in 1968 naar de Olympische Spelen. In dat jaar werd Pfrommer ook bondscoach. Hij was de verantwoordelijke coach in de succestijd van Ard en Keessie (Ard Schenk en Kees Verkerk). Tot 1977 bleef Pfrommer bondscoach, want hierna kwamen enkele pupillen waaronder Kleine en Hans van Helden in opstand tegen zijn aanpak.
Hij bleef tot relatief hoge leeftijd actief als schaatscoach, als laatste bij de DSB-ploeg van Dirk Scheringa, tot 2001. Die periode eindigde voor de bevlogen Pfrommer in mineur. Hij moest voortijdig vertrekken en zijn belangrijkste schaatsster, Marianne Timmer, liet zich tijdens wedstrijden in haar DSB-periode steevast coachen door Egbert van 't Oever. In 1995 werd Pfrommer lid van de KNSB-sprintploeg, maar na een ruzie met sprintster Christine Aaftink werd Peter Mueller aangesteld. In 1997 brak Pfrommer met de KNSB. In 1998 kwam hij bij de Unit 4-schaatsploeg, maar stapte daar in januari 1999 op, vanwege een verschil van inzicht. In 2000 kwam hij met de nieuwe schaatsploeg DSB, waar naast Timmer de schaatsers Ids Postma, André Zonderland, Kevin Overland, Erik Bouwman, Sandra 't Hart en Dianne Kootstra voor gingen rijden.
Hij was ook enkele jaren actief als commentator voor de NOS in de jaren tachtig en was daarin een van de eerste schaatscommentatoren die de kijker uitlegde wat een goede schaatstechniek was door schaatsers met elkaar te vergelijken. Het opmerkelijkste moment uit zijn loopbaan als verslaggever kwam in 1981, toen Hilbert van der Duim op het WK één ronde voor het einde van zijn rit op de 5 km al ophield. Het fragment waarin Pfrommer in de microfoon roept 'Hilbert jongen, je moet doorrijden!'  wordt nog regelmatig herhaald.
Pfrommer was in de eerste plaats beroepsmilitair. Hij begon als sportofficier in Ermelo en behaalde in Den Haag zijn graad als leraar lichamelijke opvoeding. Vervolgens was hij werkzaam in Beilen en was als kapitein sportinstructeur in Hooghalen. Hij zwaaide in de rang van luitenant-kolonel af en was verbonden aan de Koninklijke Militaire Academie te Breda. 
In 1994 was Pfrommer lijstduwer voor de VVD in Ermelo. Vier jaar later werd hij in de gemeenteraad met voorkeurstemmen verkozen.
Op 13 december 2017 werd het boek Leen Pfrommer, schaatscoach, geschreven door Eelco en Gijs Hilterman, gepresenteerd op de ijsbaan in Dronten.

### Privéleven
Hij was gehuwd met voormalig schaatsster Ietje Louwen. Leen Pfrommer overleed in mei 2023 op 87-jarige leeftijd na een kort ziekbed in het UMC van Utrecht.
- International Standard Name Identifier: 0000 0003 8895 2606
- Nederlandse Thesaurus van Auteursnamen: 073279641
- Virtual International Authority File: 282228099
- WorldCat: E39PBJqkcdCv3XX8jMHdj8qRKd